# M/Y Airawata
M/Y Airawata är en svensk motoryacht, som byggdes 1923 av Åbo Båtvarf, Runsala i Åbo, enligt ritningar av Zaké Westin för en köpare i Stockholm. Hon är en deplacementsbåt med 14,9 meters längd, byggd i mahogny. Hon har sitt namn efter den indiska vita elefanten Airavata.
Senare var under åren 1938–1952 Siegfried Matz i Stockholm ägare. Efter flera ägarbyten köptes hon 1979 av Anders Wretling, som genomförde en större renovering under 1990-talet. Han sålde båten till Hasso Wien i Tyskland. Därifrån köptes hon 2017 av Joakim Håkans i Åbo.